# Notes (bande dessinée)
 (avril 2018).
Notes est une série de bande dessinée écrite et illustrée par Boulet et publiée chez Delcourt dans la collection Shampooing. Chaque album est une compilation des notes du blog de Boulet, Bouletcorp.com.

## Tomes
1. Born to be a larve (juillet 2004 – juillet 2005), 2008.
2. Le Petit Théâtre de la rue (juillet 2005 – juillet 2006), 2009.
3. La Viande, c'est la force (juillet 2006 – juillet 2007), 2009.
4. Songe est Mensonge (juillet 2007 – juillet 2008), 2010.
5. Quelques minutes avant la fin du monde (juillet 2008 – juillet 2009), 2011.
6. Debout mes globules (juillet 2009 – juillet 2010), 2011.
7. Formicapunk (juillet 2010 – juillet 2011), 2012.
8. Les 24 heures (participations aux 24 heures de la bande dessinée), 2013.
9. Peu d'or et moult gueule, (juillet 2011 – juillet 2013), 2014.
10. Le Pixel quantique, 2016
11. Un royaume magique, 2018